# Quận Taylor, West Virginia
Quận Taylor là một quận thuộc tiểu bang West Virginia, Hoa Kỳ. Theo điều tra dân số năm 2000 của Cục điều tra dân số Hoa Kỳ, quận có dân số người 2. Quận lỵ đóng ở 6

## Địa lý
Theo Cục điều tra dân số Hoa Kỳ, quận có tổng diện tích km2, trong đó có km2 là diện tích mặt nước.

## Thông tin nhân khẩu
Theo điều tra dân [5] năm 2000, quận đã có dân số 16.089 người, 6.320 hộ gia đình, và 4.487 gia đình sống trong quận hạt. Mật độ dân số là 93 người trên một dặm vuông (36/kmТВ). Có 7.125 đơn vị nhà ở mật độ trung bình của 41 trên một dặm vuông (16/kmТВ). Cơ cấu dân tộc của cư dân sinh sống ở quận này bao gồm 98,07% người da trắng, 0,83% da đen hay Mỹ gốc Phi, 0,19% người Mỹ bản xứ, 0,17% châu Á, Thái Bình Dương 0,04%, 0,06% từ các chủng tộc khác, và 0,63% từ hai hoặc nhiều chủng tộc. 0,59% dân số là người Hispanic hay Latino thuộc một chủng tộc nào.
Có 6.320 hộ, trong đó 30,90% có trẻ em dưới 18 tuổi sống chung với họ, 56,40% là đôi vợ chồng sống với nhau, 10,90% có nữ hộ và không có chồng, và 29,00% là không lập gia đình. 25,50% hộ gia đình đã được tạo ra từ các cá nhân và 12,60% có người sống một mình 65 tuổi hoặc cao tuổi hơn. Cỡ hộ trung bình là 2,47 và cỡ gia đình trung bình là 2,95.
Trong quận, dân số đã được trải ra với 22,90% dưới độ tuổi 18, 7,90% 18-24, đạt 28,50% 25-44, 24,90% từ 45 đến 64, và 15,80% từ 65 tuổi trở lên đã được những người. Độ tuổi trung bình là 39 năm. Đối với mỗi 100 nữ có 95,70 nam giới. Đối với mỗi 100 nữ 18 tuổi trở lên, đã có 92,90 nam giới.
Thu nhập trung bình cho một hộ gia đình trong đã đạt mức USD 27.124, và thu nhập trung bình cho một gia đình là USD 32.222. Phái nam có thu nhập trung bình USD 29.349 so với 20.116 USD của phái nữ. Thu nhập bình quân đầu người là 13.681 USD. Có 15,30% gia đình và 20,30% dân số sống dưới mức nghèo khổ, bao gồm 27,00% những người dưới 18 tuổi và 16,10% của những người 65 tuổi hoặc hơn.